# هلال رمضان
هلال رمضان أي: هلال أول ليلة من ليالي شهر رمضان، هو عند المسلمين موعد لدخول شهر رمضان، والهلال هو: (القمر) عند تناقص حجمه، أول الشهور القمرية وآخرها، -بالنسبة للمشاهد-. ورؤية هلال شهر رمضان يكون بعد انتهاء آخر اليوم التاسع والعشرين من أيام شهر شعبان، حيث ينتهي اليوم بغروب الشمس، وإذا رؤي هلال شهر رمضان في أول الليلة؛ فهي أول ليلة من ليالي شهر رمضان، وبذلك يدخل الشهر ويجب صوم شهر رمضان.

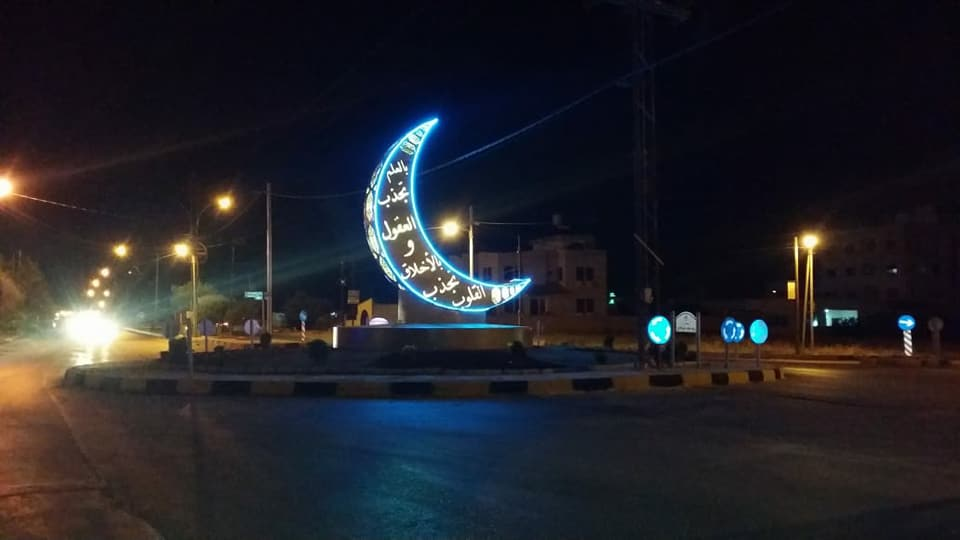
مجسم هلال رمضان في إحدى الميادين

## دخول الشهر
دخول أي شهر من أشهر السنة الهلالية يستلزم انقضاء الشهر الذي قبله، ويمكن معرفة دخول الشهر بحساب منازل القمر، في علم الفلك، لكن دخول الشهر وخروجه في الشرع الإسلامي لا يعتمد على حساب المنازل، حيث لم يطلب في نصوص الشرع الرجوع لذلك، بل باتباع قواعد الشرع، وهي: رؤية هلال شهر رمضان، أو استكمال عدة الشهر ثلاثين يوماً عند عدم الرؤية للهلال.

## قاعدة ثبوت شهر رمضان
يثبت شهر رمضان بأمرين أحدهم: رؤية هلال شهر رمضان في ليلة الثلاثين من شهر شعبان، والثاني إكمال شعبان ثلاثين يوما، وذلك إذا لم ير الهلال لغيم أو نحوه. وهذا الحكم في شهر رمضان، وغيره من شهور السنة القمرية.
«عن ابن عباس: جاء أعرابي إلى النبي ﷺ فقال: رأيت الهلال فقال: أتشهد أن لا إله إلا الله وأن محمدا عبده ورسوله؟ قال: نعم، قال: يا بلال أذن في الناس فليصوموه غدا».
و«عن ابن عمر قال: تراءى الناس الهلال، فأخبرت رسول الله ﷺ أني رأيته، فصام وأمر الناس بصيامه».

## وقت رؤية هلال شهر رمضان
الوقت المحدد لرؤية هلال أي شهر قمري، يكون في ليلة الثلاثين من الشهر الذي قبله -باطراد- ومعنى هذا: أن رؤية هلال الشهر هو: بداية الشهر القادم، ودخول أول ليلة منه، بانتهاء الشهر الذي قبله ناقصا، أي: أن الشهر المنتهي يبلغ عدد أيامه تسعة وعشرون يوما، بلياليها، وعند عدم رؤية الهلال: يكون الشهر تاما، أي: أن يعد ثلاثين يوماً. ويشرع في الإسلام، أن يترآى الناس هلال شهر رمضان في آخر ليلة من الشهر، سواء كان في بداية الشهر، أو نهايته. ويترقب المسلمون هلال الشهر، منتظرين دخول الشهر.

## وسائل الإعلام
تمثل وسائل الإعلام دورا مهما في الإعلان عن رؤية الهلال، حيث أن غالب الناس لا يشاهدون رؤية الهلال. وتقوم الدول الإسلامية برصد الهلال والإعلان عن دخول الشهر وخروجه.

## أحوال رؤية هلال رمضان
لرؤية هلال شهر رمضان أحوال، وذلك في ليلة الثلاثين من شعبان وهي أنه: إذا حصلت الرؤية؛ دخل الشهر ووجب الصوم اتفاقا. وإذا لم تثبت الرؤية؛ فهناك حالتان: ويرجع هذا إلى سبب عدم ثبوت الرؤية فهو إما؛ أن يكون بسبب احتجاب رؤية الهلال، بغيم أو: قتر أو: ما شابه ذلك، ويسمى هذا: يوم الغيم. وإما؛ أن يكون عدم ثبوت الحكم حال كون السماء مصحية، لكن وقع الشك في ثبوت رؤية هلال شهر رمضان، ويسمى هذا: يوم الشك وذلك لوقع الشك فيه هل هو من رمضان؟ أو: من شعبان؟. وفي الحديث:
«عن عبد الله بن عمر رضي الله عنهما أن رسول الله ﷺ ذكر رمضان فقال: "لا تصوموا حتى تروا الهلال، ولا تفطروا حتى تروه، فإن غم عليكم فاقدروا له"». وقوله: «لا تصوموا حتى تروا الهلال». النهي عن ابتداء صوم شهر رمضان قبل رؤية الهلال، حديث ابن عمر من وجهين، أحدهما بلفظ: «فإن غم عليكم فاقدروا له»، والآخر بلفظ: «فأكملوا العدة ثلاثين». وقصد بذلك بيان المراد من قوله: «فاقدروا له». والمعنى: أن وقت صوم رمضان: محدد برؤية هلال الشهر، عند غروب شمس ليلة الثلاثين من شهر شعبان، فإذا حصلت رؤية الهلال حينها؛ دخل شهر رمضان، وتلك الليلة هي بداية زمن شهر رمضان، فيلزم صيام نهار هذه الليلة. وإذا لم يشاهد الهلال حينها؛ لزم إتمام شهر شعبان ثلاثين يوماً، ويكون الشهر عندئذ تاماً، فالشهر الهلالي إما أن يتم عدده ثلاثون يوماً، أو ينقص يوما، فيكون عدده تسعة وعشرون يوماً.
«عن نافع عن ابن عمر رضي الله عنهما عن النبي ﷺ أنه ذكر رمضان فقال لا تصوموا حتى تروا الهلال ولا تفطروا حتى تروه فإن أغمي عليكم فاقدروا له». وفي رواية: فاقدروا له ثلاثين وفي رواية: إذا رأيتم الهلال فصوموا وإذا رأيتموه فأفطروا فإن غم عليكم فاقدروا له وفي رواية فإن غم عليكم فصوموا ثلاثين يوما وفي رواية: فإن غمي عليكم فأكملوا العدد وفي رواية: فإن عمي عليكم الشهر فعدوا ثلاثين وفي رواية: فإن أغمي عليكم فعدوا ثلاثين. هذه الروايات كلها في صحيح مسلم، على هذا الترتيب، وفي رواية للبخاري: «فإن غبي عليكم فأكملوا عدة شعبان ثلاثين».

## الشهر هكذا وهكذا
وفي الحديث: «عن ابن عمر رضي الله عنهما عن النبي ﷺ أنه قال "إنا أمة أمية لا نكتب ولا نحسب الشهر هكذا وهكذا" يعني مرة تسعة وعشرين ومرة ثلاثين».

## يوم الشك
هو يوم الثلاثين من شعبان، حينما يقع الشك في ثبوت دخول شهر رمضان ليلة الثلاثين من شعبان، ويكون الشك في أحوال منها:إذا شهد برؤية الهلال من لا تقبل شهادته. يسمى: يوم الشك؛ لأنه مشكوك فيه، فقد يكون من رمضان، وقد يكون شعبان.